# Deirochelyinae
Deirochelyinae vormen een onderfamilie van de familie moerasschildpadden (Emydidae). De groep werd voor het eerst wetenschappelijk beschreven door Louis Agassiz in 1857. Er zijn 40 verschillende soorten die verdeeld worden in vijf geslachten.
De verschillende soorten leven in voornamelijk in Noord-, tot Zuid-Amerika, een enkele soort komt ook voor in Azië. Het zijn echte moerasbewoners, alleen de diamantrugschildpad (Malaclemys terrapin, de enige soort in zijn geslacht) leeft in meer brak water. De sierschildpadden uit de geslachten Trachemys en Pseudemys zijn wereldwijd ingevoerd als huisdier, onder andere de zeer bekende roodwangschildpad behoort tot deze onderfamilie.
Deirochelyinae wordt ook wel het Chrysemys-complex genoemd en is een groep van geslachten die wat meer verwant zijn aan elkaar dan aan de andere geslachten uit de familie Emydidae. De andere groep wordt het Clemmys- complex genoemd, en heeft zijn eigen onderfamilie; Emydinae.
Alle soorten zijn moerasbewoners, en verlaten het water om te zonnen maar gaan nooit ver uit de buurt. Ze eten vaak zowel levende prooien als plantaardig materiaal. Bij geen enkele soort komen klieren voor die een naar muskus ruikende stof afscheiden, in tegenstelling tot de Emydinae.

## Taxonomie
Onderstaand een lijst van geslachten die tot de groep behoren.

Onderfamilie Deirochelyinae
- Geslacht Deirochelys
- Geslacht Graptemys
- Geslacht Malaclemys
- Geslacht Pseudemys
- Geslacht Trachemys